# Catedral de la Santa Madre de Dios
La Catedral de la Santa Madre de Dios (en griego: Εκκλησία Σουρπ Αστβατζατζίν; en armenio: Սուրբ Աստուածածին) es la catedral armenia apostólica en Strovolos, Nicosia, en la isla de Chipre.
Después de las dificultades de 1963-1964 entre las comunidades, la comunidad armenio-chipriota de Nicosia perdió su iglesia medieval de Nuestra señora de Tiro a menos de los turco-chipriotas. Como resultado de ello, el presidente Makarios les concedió el uso de la antigua capilla de Agios Dhometios. Con la ayuda del Consejo Mundial de Iglesias, la Iglesia de Westfalia, el gobierno de Chipre y los fieles, una nueva iglesia fue construida en Strovolos, también llamado "Sourp Asdvadzadzin". Su primera piedra se colocó el 25 de septiembre de 1976 por el arzobispo Makarios III y el arzobispo Nerses Pakhdigian. Fue inaugurada oficialmente el 22 de noviembre de 1981.